# 4 Strings
4 Strings est un groupe de trance et de trance vocale actuellement constitué de deux membres, Carlo Resoort (né le 1er mars 1973) qui compose principalement la musique et de Jan De Vos (né le 9 août 1974) qui travaille davantage sur la production et les arrangements et interprète quelques chansons.

## Historique
Les deux membres du groupe (Carlo Resoort né le 1er mars 1973 et Jan De Vos né le 9 août 1974) se sont connus en 1986, se sont intéressés à la musique dance en 1990 et ont commencé à créer leur musique dès lors. Tout leur temps libre étant passé dans leur studio. Avec leur nouveau matériel, ils ont découvert dans quelle direction ils voulaient aller. Carlo décida de rester dans le studio alors que Jan trouva sa passion dans le mix et commença une carrière de deejay sous le nom de DJ 4 Strings.
Le premier disque de 4 strings est sorti en 2000, c’était Daytime. Entre 2000 et janvier 2005, il y avait une chanteuse attitrée pour le groupe : Vanessa van Hemmert. Depuis, 4 Strings collabore avec d’autres chanteuses comme Tina Cousins, Nikola Materne, Samantha Fox et aussi quelques chanteurs.

## Discographie

### Albums
- 2003 : Believe
- 2004 : Let It Rain
- 2006 : Mainline